# Inter-State 35/40 hp
Der Inter-State 35/40 hp war ein nur 1909 angebotener Personenwagen der US-amerikanischen oberen Mittelklasse. Produziert wurde das Fahrzeug von der Inter-State Automobile Company in Muncie, Indiana. Dies war das erste Serienmodell dieses Herstellers.

## Modellgeschichte
Die Inter-State Automobile Company war Ende 1908 von Thomas F. Hart mit Hilfe mehrerer Investoren gegründet worden und hatte ihren Sitz an der 142, Willard street. Der Name des Unternehmens und seines Produkts war das Ergebnis eines Wettbewerbs, den Hart in Muncie veranstaltet hatte.
Der Inter-State 35/40 hp war ein konventionell konstruierter Wagen mit kräftigem und großvolumigem, seitengesteuerten Vierzylindermotor, der als Touring, viersitziger Runabout oder Demi-Tonneau ("close coupled") zu je USD 1750.- erhältlich war.
Für das Modelljahr 1909 sind 323 Fahrzeuge ausgewiesen. Es ist unklar, ob in dieser Zahl Prototypen (allenfalls auch vom Nachfolger Forty oder andere) oder auch früh fertiggestellte Serienwagen Forty inbegriffen sind. Diese relativ gering erscheinende Zahl muss allerdings im Kontext ihrer Zeit gesehen werden: 1909 wurden in den USA insgesamt 127.731 Personenwagen hergestellt, die meisten davon von regionalen Herstellern. General Motors war Ende 1908 gegründet worden und Henry Ford stellte sein Modell T noch nicht am Fließband her; dieses kostete US$ 825.- als Roadster und US$ 850.- als Touring.

## Technik
Zur Technik des Fahrzeuges liegen nur unvollständige Daten vor. Bekannt ist, dass das Fahrzeug ein Rechtslenker war, rundum Reifen der Dimension 34 × 4 Zoll aufwies und in der Touring-Version 2150 lbs (975 kg) wog.
Eine zeitgenössische Aufnahme eines Roadsters zeigt hölzerne Artillerieräder mit vorn 10 und hinten 12 Speichen, Trommelbremsen an den Hinterrädern und Aufnahmen für Blattfedern vorn und hinten. Das entspricht auch der damals üblichen Bauweise. Genaue Angaben fehlen; Nachfolger hatten vorn Halbelliptik- und hinten Dreiviertelliptik-Federn. Bei diesen betätigte das Bremspedal die Innenbackenbremsen an der Hinterachse; die Handbremse wirkte auf eine Außenbackenbremse, die entweder an der Achse, am Getriebe oder am Differential angebracht war. Ebenfalls ersichtlich ist, dass zur Beleuchtung Acetylen- oder Öllampen verwendet wurden.
Zum Radstand gibt es unterschiedliche Angaben. Eine Quelle nennt 122 Zoll (3099 mm), eine andere 112 Zoll (2845 mm). Plausibler ist letztere: Einerseits, weil der Nachfolger mit 118 Zoll (2997 mm) Radstand deutlich schwerer war, andererseits, weil besagte Aufnahme ein eher kurzes Auto zeigt.

### Motor und Antrieb
Der Motor des 35/40 war ein recht großer, seitengesteuerter Vierzylinder mit 4¼ Zoll (109 mm) Bohrung und 5 Zoll (127 mm) Hub, ergebend einen Hubraum von 283,7 Kubikzoll (4649 cm³). Wasserkühlung wird nicht explizit erwähnt, darf aber angenommen werden. Wahrscheinlich wurde wie beim Nachfolger ein Stromberg-Vergaser verwendet. Der Motor leistete respektable 35 bhp (26,1 kW); aus der angegebenen Bohrung lässt sich ein A.L.A.M.-Rating von 28,9 PS ableiten; dies war eine damals übliche, allerdings sehr ungenaue Methode zu Leistungsmessung.
Geschaltet wurde mittels Dreiganggetriebe. Der Schalthebel war, wie auch der Handbremshebel, außen neben dem Fahrersitz angebracht. Wenn wir noch einmal die erwähnte Aufnahme heranziehen, dann legt das Fehlen sichtbarer Antriebsketten oder einer entsprechenden Verschalung vor den hinteren Kotflügel nahe, dass der 35/40 hp, wie beim Nachfolger Forty belegt, Kardanantrieb hatte.

## Karosserien
Bezeichnungen für Karosseriebauformen sind oft unpräzise und sagen über diese ebenso viel aus wie über den Fahrzeughersteller oder Karossier. Die von Inter-State verwendeten Karosserien waren damals durchaus verbreitet, sind aber aus dem heutigen Sprachgebrauch praktisch verschwunden.
Die Kotflügel des 35/40 hp weisen damals modische, eher kantige Linien auf. Sowohl vorn wie hinten laufen sie an den Spitzen waagrecht und ohne weiteren Spritzschutz aus.

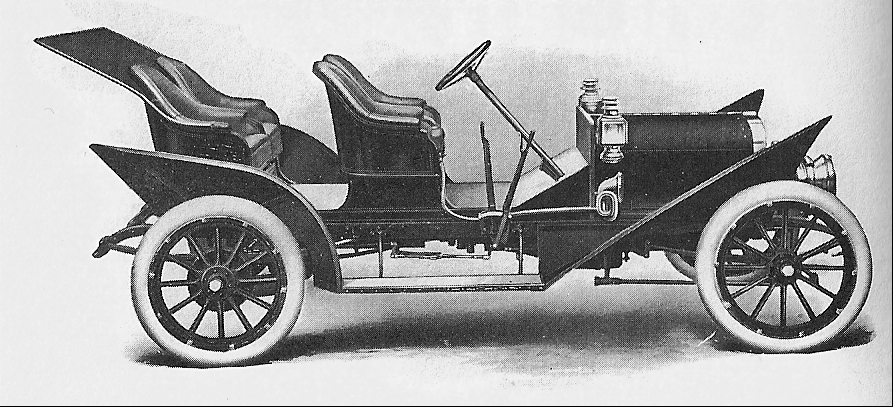
Ein 4-passenger Runabout (Corbin 1908).
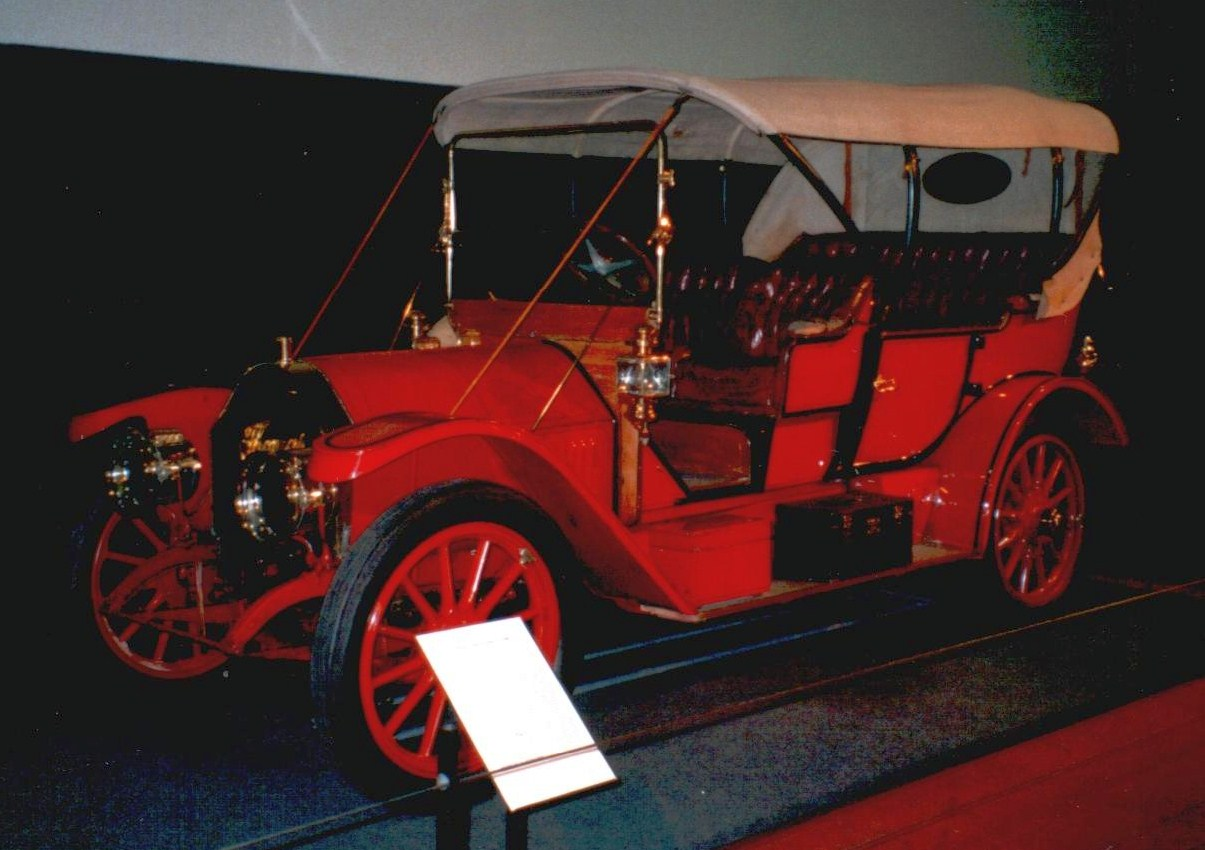
Typischer Touring: Thomas Flyer (1910).
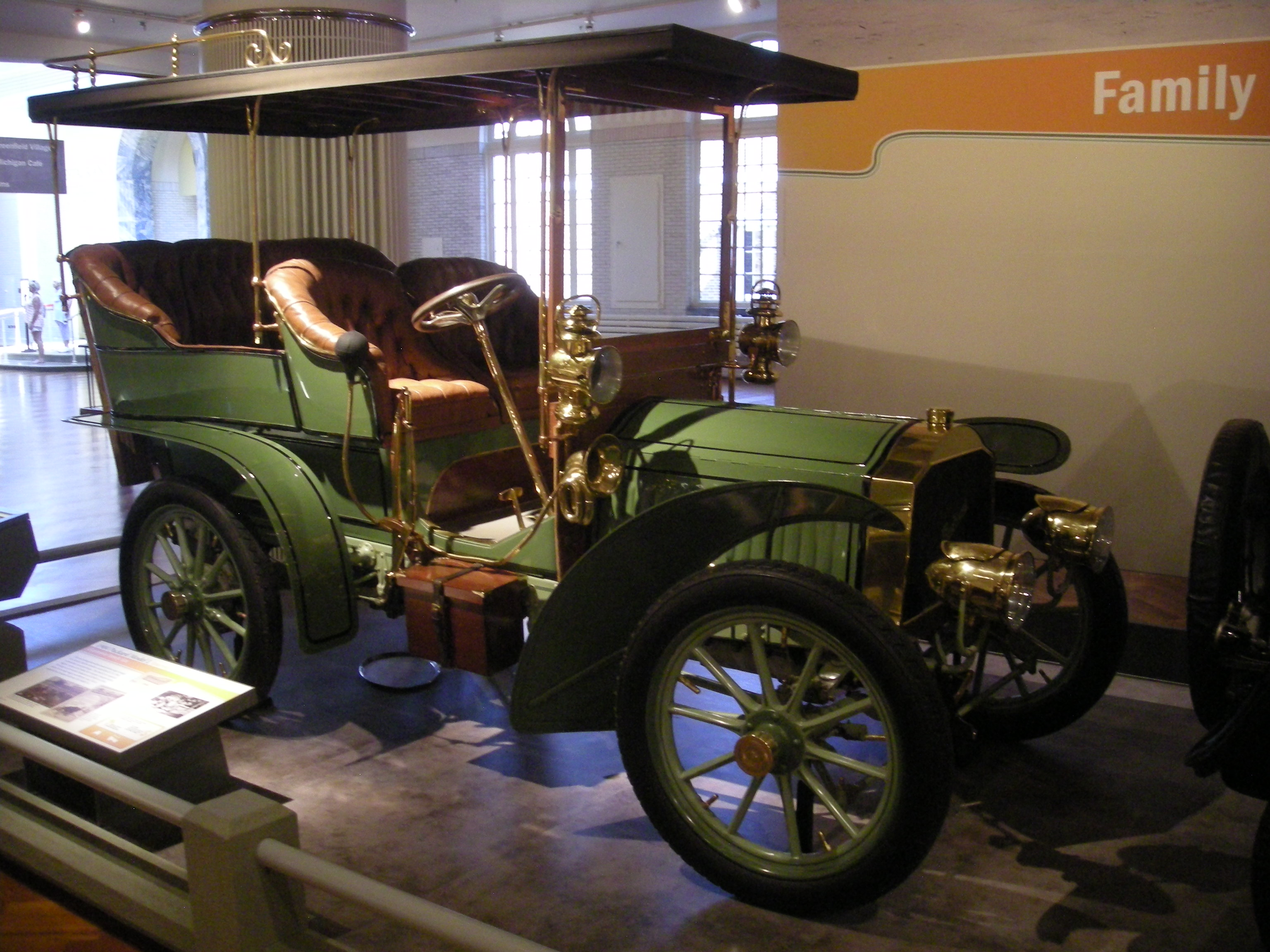
Ein Tonneau mit zusätzlichem festen Dach (Packard Model L 1904).
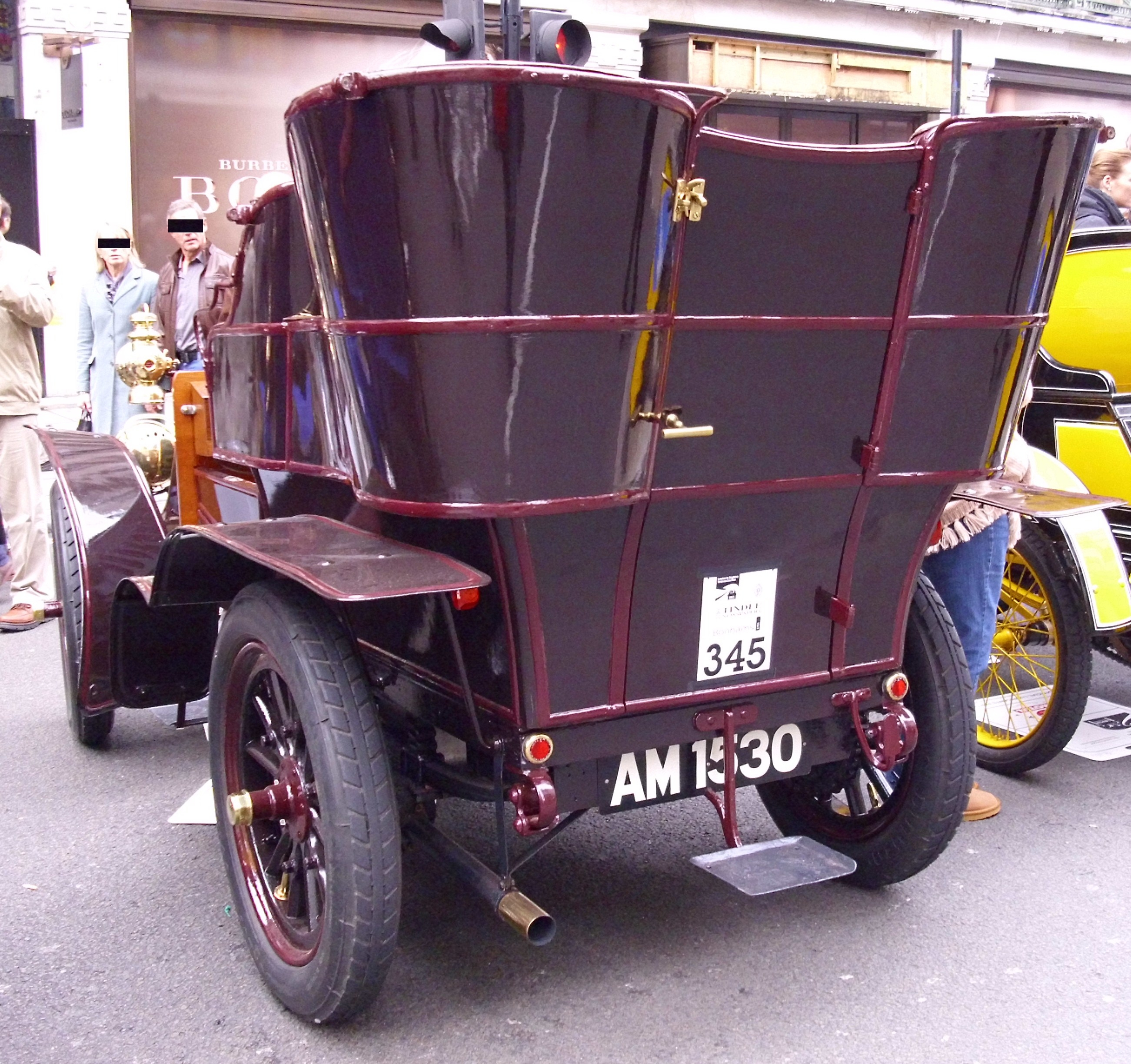
Typisches Tonneau-Heck mit Einstiegstür, hier zudem mit waagrecht auslaufenden Kotflügeln (Sunbeam 1903).

### Four-passenger Runabout
Runabout war ursprünglich eine Alternativbezeichnung für Motor-Buggy, also eine zweisitzige „Kutsche ohne Pferde“ mit dem Motor unter dem Sitz oder im Heck. Als sich in den frühen 1900er Jahren der vorn liegende Motor durchsetzte, wurde Runabout analog zu Roadster verwendet. Auch wenn wir uns heute an zweisitzige Roadster gewöhnt haben, war dies bis weit in die 1930er Jahre keineswegs die Regel. Zu Zeiten des Inter-State wurde oft hinten ein zusätzlicher Einzelsitz, Doppelsitz oder eine Sitzbank angebracht. In dieser Form wird das 4-passenger Runabout auch als Tourabout bezeichnet. Der Übergang zum leicht gebauten Toy Tonneau ist fließend.
Die erwähnte Aufnahme des 35/40 hp Model 28 Single Rumble Runabout legt nahe, dass es bei diesem Roadster eine Wahlmöglichkeit bezüglich der Platzzahl gab. „Single Rumble“ bedeutet, dass hinten ein Einzelsitz anstelle des Doppelsitzes der vierplätzigen Version angebracht wurde.

### Touring
Der Touring, in Europa auch Doppelphaeton genannt, war die bei weitem meistgebaute Karosseriebauform dieser Zeit. Zunächst gab es nur hinten Türen; als sich solche auch vorne durchzusetzen begannen, verschwand der Begriff allmählich zugunsten von Phaeton (eher in den USA) und Torpedo (eher in Europa).

### Tonneau
Das Tonneau ist eine der ältesten Karosserieformen und geht auf entsprechend gebaute Kutschen zurück. Der Zugang zum Fond ("Tonneau") erfolgte meist über eine Türe im Heck, seltener auf einer Seite. Die Sitzanordnung war oft (aber nicht zwingend) "U"-förmig, oft mit einem innen an der Tür befestigten Klappsitz, oder mit längs zur Fahrtrichtung angeordneten Sitzen. Sehr frühe Tonneaus waren manchmal abnehmbar, sodass nach deren Entfernen ein Roadster entstand oder Platz geschaffen wurde für einen anderen Aufbau, etwa eine Ladepritsche. "Demi" oder auch close coupled bedeutet nur, dass das hintere Abteil verkürzt und damit die Rückbank nach vorn verschoben war, was "sportlicher" wirkte. Den Begriff gibt es auch in Verbindung mit Touring, Limousine oder anderen mehrreihigen Karosserien. Das 35/40 hp Demi-Tonneau dürfte wie der etwas größere Nachfolger viersitzig gewesen sein.

## Modellübersicht
| Modell   | Bauzeit | Motorbauform, Ventilsteuerung | Hubraum                 | Leistung        | Radstand          | Karosserie        | Preise   | Bemerkungen                       |
| -------- | ------- | ----------------------------- | ----------------------- | --------------- | ----------------- | ----------------- | -------- | --------------------------------- |
| 35/40 hp | 1909    | R4, SV-Ventilsteuerung        | 283,7 cu in (4.649 cm³) | 35 PS (25,7 kW) | 112 in (2.845 mm) | Runabout, 4 Sitze | 1750 US$ | Kimes: Radstand 122 in (3.099 mm) |
| 35/40 hp | 1909    | R4, SV                        | 283,7 cu in (4.649 cm³) | 35 PS (25,7 kW) | 112 in (2.845 mm) | Touring, 5 Sitze  | 1750 US$ | Kimes: Radstand 122 in (3.099 mm) |
| 35/40 hp | 1909    | R4, SV                        | 283,7 cu in (4.649 cm³) | 35 PS (25,7 kW) | 112 in (2.845 mm) | Demi-Tonneau      | 1750 US$ | Kimes: Radstand 122 in (3.099 mm) |

Die Angaben in dieser Tabelle wurden aus mehreren Quellen zusammengestellt und umgerechnet.